# Glenn Hardin
Glenn Foster Hardin  (Derma, 1 juli 1910 – Baton Rouge, 6 maart 1975) was een Amerikaanse hordeloper, die gespecialiseerd was in het hordelopen. 
Tijdens de Olympische Zomerspelen 1932 evenaarde Hardin het wereldrecord op de 400 m horden van 52,0 en won hij hiermee de zilveren medaille. De Ier Bob Tisdall won het goud in een tijd van 51,7, maar liet de laatste horde omvallen, waardoor de IAAF deze tijd niet erkende. Op 30 juni 1934 verbeterde Hardin in Milwaukee zijn eigen wereldrecord naar 51,8. Een krappe maand later, op 26 juli in het Zweedse Stockholm, verpulverde Hardin zijn eigen wereldrecord naar 50,6. Dit record bleef maar liefst negentien jaar staan. Tijdens de Olympische Zomerspelen 1936 won Hardin de gouden medaille.

## Palmares

### 400 m horden
- 1932:  OS - 51,9 s WR
- 1936:  OS - 52,4 s

1900: John Tewksbury ·
1904: Harry Hillman ·
1908: Charles Bacon ·
1920: Frank Loomis ·
1924: Morgan Taylor ·
1928: David Burghley ·
1932: Bob Tisdall ·
1936: Glenn Hardin ·
1948: Roy Cochran ·
1952: Charles Moore ·
1956: Glenn Davis ·
1960: Glenn Davis ·
1964: Rex Cawley ·
1968: David Hemery ·
1972: John Akii-Bua ·
1976: Edwin Moses ·
1980: Volker Beck ·
1984: Edwin Moses ·
1988: André Phillips ·
1992: Kevin Young ·
1996: Derrick Adkins ·
2000: Angelo Taylor ·
2004: Félix Sánchez ·
2008: Angelo Taylor ·
2012: Félix Sánchez ·
2016: Kerron Clement ·
2020: Karsten Warholm ·
2024: Rai Benjamin